# Heinemannomyces splendidissima
Heinemannomyces splendidissima är en svampart som beskrevs av Watling 1999. Heinemannomyces splendidissima ingår i släktet Heinemannomyces och familjen Agaricaceae.   Inga underarter finns listade i Catalogue of Life.